# Tunelul Lyshorn
Tunelul Lyshorn (în norvegiană Lyshorntunnelen) este un tunel de autostradă cu două tuburi în apropiere de Bergen în Norvegia. Este cel mai lung tunel de pe noul tronson de autostradă Svegatjørn–Rådal, care pe lângă Lyshornttunnel, mai are tunelele Råtunnel de 2200 m lungime și Skogafjellstunnel de 1500 m lungime. Noul tunel înlocuiește drumul vechi, predispus la ambuteiaje și scurtează timpul de călătorie între Bergen și Os cu 17 minute.

## Detalii constructive
Compania norvegiană Veidekke a primit contractul pentru construirea tunelului. Tunelul Lyshorn trece prin multe straturi diferite de rocă, ceea ce a împiedicat progresul lucrării. În funcție de calitate, piatra extrasă era folosită direct pentru construcția drumurilor. Tuburile au fost acoperite cu elemente de perete prefabricate. În plus, 36 de pasaje transversale au fost construite între tuburile pentru căi de evacuare și a fost explodat un tunel de drenaj lung de 1,7 km.